# Творогов, Иван Александрович
Иван Александрович Творогов (1742 — после 1819) — илецкий казак, один из атаманов армии Пугачёва в ходе Крестьянской войны 1773—1775 годов, участник заговора казацких полковников, выдавших Пугачёва властям взамен собственного прощения.
При подходе к Илецкому городку 23 сентября 1773 года, яицкие казаки убедили местных казаков присоединиться к армии восставших. Атаманом полка илецких казаков был выбран Иван Творогов. В ноябре 1773 года Творогов вошёл в состав Военной коллегии пугачёвцев. Принимал участие в осаде Оренбурга, походе восставших по Уралу и Поволжью.
В августе 1774 года Творогов вместе с полковниками Федулёвым, Чумаковым и другими организовал заговор против Пугачёва, надеясь ценою его ареста и выдачи получить прощение от правительства, спасти собственную жизнь и избежать наказания. После поражения в битве у Солениковой ватаги 25 августа, когда перебравшиеся за Волгу казаки разбились на мелкие отряды, у реки Большой Узень 8 сентября заговорщики связали Пугачёва и неделю спустя доставили его в Яицкий городок.
В ноябре Творогов был доставлен в Москву, где проводилось генеральное следствие над Пугачёвым и другими главными участниками восстания. По судебному приговору от 9 января 1775 года был сослан для пожизненного поселения в Лифляндскую губернию, город Пернов (ныне Пярну в Эстонии). В последний раз упомянут в документах в 1819 году.